# Stalen D
De Bagagerijtuigen DIV en DV, in de spoorwegwereld beter bekend onder de bijnaam Stalen D, zijn een voormalige serie bagagerijtuigen van de Nederlandse Spoorwegen. Deze rijtuigen werden van 1932 tot begin jaren 80 ingezet in sneltreinen. Een relatief groot aantal rijtuigen wordt vanwege de nuttige functie als opslagrijtuig gebruikt bij Nederlandse museumspoorwegen.

## Aanschaf
De bagagerijtuigen werden begin jaren 30 aangeschaft bij drie verschillende fabrikanten. Gezien eerdere positieve ervaringen die de Nederlandse Spoorwegen hadden opgedaan bij herstelwerkzaamheden van het voorheen geklonken materieel, werden deze rijtuigen voor het eerst in elkaar gelast. Hoewel een groot deel van deze rijtuigen werd afgeleverd met moderne zwanenhalsdraaistellen, werden deze draaistellen al snel uitgewisseld met verschillende oudere personenrijtuigen. Hierdoor kregen deze bagagerijtuigen uit begin jaren 30, oudere geklonken draaistellen uit de periode 1906-1920.

## Inzet
De vijf DV-rijtuigen waren bestemd voor internationale D-treinen, de DIV-rijtuigen waren voor binnenlandse treinen. In 1937 werden de rijtuigen DIV 6095-6100 geschikt gemaakt voor inzet naar Duitsland en Zwitserland. De rijtuigen kregen diverse aanpassingen en werden vernummerd in de serie 7601-7606. In 1949 werden zeven binnenlandse rijtuigen geschikt gemaakt voor inzet naar Denemarken.
In 1971 werden enkele bagagerijtuigen verhuurd aan de DB die werden onderhouden vanuit Braunschweig.
Begin jaren 80 deden enkele rijtuigen nog dienst samen met de toen zeer nieuwe ICR-rijtuigen. Toen ook de bagagerijtuigen ICR-BKD werden afgeleverd, gingen ook deze laatste Stalen D's buiten dienst.

## Bewaarde rijtuigen
| Nummer                                     | Bewaard bij                                                                                     | Afbeelding |
| ------------------------------------------ | ----------------------------------------------------------------------------------------------- | ---------- |
| DIV 6061                                   | Stoomtrein Goes - Borsele                                                                       |            |
| DIV 6063 (vernummerd tot 7618)             | Veluwsche Stoomtrein Maatschappij                                                               |            |
| DIV 6065                                   | Stichting Stadskanaal Rail                                                                      |            |
| DIV 6066                                   | Gemeente Harlingen Statisch object in de Nieuwe Willemshaven, in gebruik als informatiecentrum. |            |
| DIV 6072                                   | Stichting 2454 CREW (voorheen BSH)                                                              |            |
| DIV 6074                                   | Stoomtrein Goes - Borsele                                                                       |            |
| DIV 6080 (onder nummer 80 84 984 0 507-1 ) | SIEMei                                                                                          |            |
| DIV 6082 (onder nummer 157 109)            | STIBANS                                                                                         |            |
| DIV 6087                                   | Veluwsche Stoomtrein Maatschappij                                                               |            |
| DIV 6097 (vernummerd tot 7603)             | Stoomtrein Goes - Borsele                                                                       |            |
| DV 7521                                    | Het Spoorwegmuseum                                                                              |            |